# Mirko III. Perényi
Mirko (Emerich) III. Perényi, nebo též Emerich či Emerik III. (latinsky Emericus Perenius, maďarsky Perényi (III.) Imre, * ? – 5. února 1519, ?) byl uherský šlechtic z hornouherského rodu Perényiů, v letech 1512–1513 zastával úřad chorvatského bána a v roce 1504 se stal doživotním palatinem Uherského království.

## Životopis
Jeho otcem byl královský taverník Štěpán Perényi, jeho matkou Uršula Újlakiová, dcera Mikuláše Újlakiho je transylvánského vojevůdce a bosenského krále.
Roku 1504 se Mirko stal uherským palatinem a tento titul si udržel do konce života. Byl jedním z vůdců královské strany a postavil se proti rozhodnutí zakázat volbu cizinců na chorvatsko-uherský trůn, nakonec však listinu podepsal. Za nepřítomnosti krále Vladislava II. (1490–1516), který po roce 1509 sídlil v Českém království, vládl jako regent. Společně s některými velmoži plánoval dobytí Dalmácie na Benátčanech během jejich konfliktu s Cambraiskou ligou.
Roku 1512 se stal chorvatským bánem a od roku 1513 spolu s Janem Zápolským zastával úřad nejvyššího kapitána království.
Byl jedním ze signatářů dohody mezi králem Vladislavem II. a římsko-německým císařem Maxmiliánem I. z roku 1515. Tato dohoda zaručovala přechod uherského trůnu na Habsburky v případě zániku Vladislavova rodu. Za tuto zásluhu mu císař Maxmilián I. roku 1517 udělil dědičný titul knížete Svaté říše římské.